# Exécution d'Oleksandr Matsievsky
 (mars 2023).
La mise en forme du texte ne suit pas les recommandations de Wikipédia : il faut le « wikifier ».
Les points d'amélioration suivants sont les cas les plus fréquents. Le détail des points à revoir est peut-être précisé sur la page de discussion.
- Les titres sont pré-formatés par le logiciel. Ils ne sont ni en capitales, ni en gras.
- Le texte ne doit pas être écrit en capitales (les noms de famille non plus), ni en gras, ni en italique, ni en « petit »…
- Le gras n'est utilisé que pour surligner le titre de l'article dans l'introduction, une seule fois.
- L'italique est rarement utilisé : mots en langue étrangère, titres d'œuvres, noms de bateaux, etc.
- Les citations ne sont pas en italique mais en corps de texte normal. Elles sont entourées par des guillemets français : « et ».
- Les listes à puces sont à éviter, des paragraphes rédigés étant largement préférés. Les tableaux sont à réserver à la présentation de données structurées (résultats, etc.).
- Les appels de note de bas de page (petits chiffres en exposant, introduits par l'outil «  Source ») sont à placer entre la fin de phrase et le point final[comme ça].
- Les liens internes (vers d'autres articles de Wikipédia) sont à choisir avec parcimonie. Créez des liens vers des articles approfondissant le sujet. Les termes génériques sans rapport avec le sujet sont à éviter, ainsi que les répétitions de liens vers un même terme.
- Les liens externes sont à placer uniquement dans une section « Liens externes », à la fin de l'article. Ces liens sont à choisir avec parcimonie suivant les règles définies. Si un lien sert de source à l'article, son insertion dans le texte est à faire par les notes de bas de page.
- La présentation des références doit suivre les conventions bibliographiques. Il est recommandé d'utiliser les modèles {{Ouvrage}}, {{Chapitre}}, {{Article}}, {{Lien web}} et/ou {{Bibliographie}}. Le mode d'édition visuel peut mettre en forme automatiquement les références.
- Insérer une infobox (cadre d'informations à droite) n'est pas obligatoire pour parachever la mise en page.

Pour une aide détaillée, merci de consulter Aide:Wikification.
Si vous pensez que ces points ont été résolus, vous pouvez retirer ce bandeau et améliorer la mise en forme d'un autre article.
Le texte peut changer fréquemment, n’est peut-être pas à jour et peut manquer de recul. 
Le titre et la description de l'acte concerné reposent sur la qualification juridique retenue lors de la rédaction de l'article et peuvent évoluer en même temps que celle-ci.
L'exécution d'Oleksandr Matsievsky (ukrainien : Олекса́ндр І́горович Маціє́вський (Oleksandr Ihorovytch Matsievsky)) est le nom donné à l'exécution illégale d'un prisonnier de guerre ukrainien par des soldats russes, constitutive d'un crime de guerre selon les déclarations de l'ONU, survenue en février ou mars 2023, en Ukraine, dans le contexte de l'invasion russe de l'Ukraine et de la bataille de Bakhmout. La vidéo de l'exécution d'Oleksandr Matsievsky circule en ligne à partir du 6 mars 2023, le montrant sans armes, fumant une cigarette, disant « Slava Oukraïni ! » puis étant abattu de plusieurs rafales d'armes automatiques,. Selon les premières réactions de la 30e brigade mécanisée, le soldat exécuté se nommerait Tymofiy Chadoura. Cette identification est par la suite confirmée comme erronée, le soldat étant en fait d'origine moldave et se nommant Oleksandr Matsievsky. La confirmation définitive de son identité ne pourra être apportée qu'après la restitution du corps et la réalisation des examens pertinents.

## Exécution
Tout contact avec Chadoura est perdu le 3 février, près du village de Zaliznyanske dans l'Oblast de Donetsk,. Le 6 mars 2023, une vidéo explicite de 12 secondes montrant un soldat non-identifié habillé d'un uniforme miliaire ukrainien, non-armé, debout dans une tranchée peu profonde d'un sous-bois, fumant une cigarette, est partagée sur les réseaux sociaux, en particulier VKontakte en Russie . Alors que l'homme marmonne « Slava Oukraïni ! », des salves d'armes automatiques provenant de plusieurs côtés sont entendues et observées comme exécutant Chadoura qui s'effondre,. Des voix russes se font entendre en disant « Meurs, connard » en russe,.
L'exécution aurait en fait eu lieu en décembre 2022, selon les informations transmises par le SBU, les services de sécurité ukrainiens.

## Identité
Plus de six noms sont suggérés par des volontaires du renseignement d'origine sources ouvertes. Le soldat est finalement identifié par des responsables ukrainiens comme étant Oleksandr Ihorovytch Matsievsky (ukrainien : Олександр Ігорович Мацієвський) né le 10 mai 1980 à Chișinău, en Moldavie servant dans la 119e brigade territoriale de Tchernihiv ayant disparu depuis le 3 février aux alentours de Bakhmout,. Précédemment, on avait authentifié l'exécuté comme étant Tymofiy Chadoura (ukrainien : Тимофій Миколайович Шадура),.

## Réactions
Les responsables ukrainiens réagissent rapidement, appelant à identifier les tueurs, à des enquêtes de la Cour pénale internationale et à ce que justice soit rendue,,,.
Lundi 6 mars, la présidence ukrainienne réagit rapidement à l'exécution, le président Zelensky diffusant une vidéo dénonçant le crime,.
Le département enquêtes du Service de sécurité ukrainien ouvre des poursuites pénales à la suite de la diffusion de la vidéo.
Le procureur général d'Ukraine, Andriy Kostine, déclare que des poursuites pénales avaient été ouvertes pour l'assassinat du prisonnier en vertu de l'article 438, partie 2 du Code pénal - violation des lois et coutumes de la guerre, ajoutant « Même la guerre a ses propres lois […] Il existe des règles de droit international systématiquement ignorées par le régime pénal russe. Mais tôt ou tard, il y aura une punition. ».
Le ministre ukrainien des Affaires étrangères, Dmytro Kuleba, demande au procureur de la Cour pénale internationale, Karim Khan, d'enquêter sur l'assassinat du soldat ukrainien par des Russes. Selon Kuleba, la vidéo est « une autre preuve que cette guerre est génocidaire »,.
Le commissaire aux droits de l'homme de la Rada, Dmytro Lubinets, souligne, lui, que l'objectif de l'Ukraine, ainsi que celui de l'ensemble du monde démocratique, est de traduire la Russie en justice.
Le groupe parlementaire Serviteur du peuple, parti du président Volodymyr Zelensky, annonce qu'après avoir établi toutes les circonstances et identifié le défunt, il enverrait un appel au président Volodymyr Zelensky pour qu'il accorde au soldat le titre de héros de l'Ukraine (à titre posthume). Le 6 décembre 2023, une statue d'Oleksandr Matsievsky est inaugurée au sein de la forteresse de Kiev et sa mère se rend devant elle pour y pleurer sa mort. 
La Russie, elle, ne condamne pas publiquement l'exécution et nie tout crime de guerre.

## Famille
Des journalistes ukrainiens de BBC News se sont entretenus avec un membre de sa famille de Tymofiy Chadoura qui a semblé le reconnaître. Une femme qui s'est identifiée comme la sœur du soldat déclare : « Mon frère pourrait certainement tenir tête aux Russes comme ça. Il n'a jamais caché la vérité de sa vie, et il ne la cacherait certainement pas devant l'ennemi ».